# Enrico Roselli
Enrico Roselli (Casale Monferrato, 30 ottobre 1909 – Roma, 14 dicembre 1964) è stato un politico italiano.

## La Resistenza
Laureatosi in chimica e trasferitosi a Brescia per lavoro, Enrico Roselli fu tra i fondatori della DC bresciana. Fu attivissimo in questo periodo e collaborò con Riccardo Testa; rappresentò poi le forze cattoliche sindacali nel CLN.

## Dal 1946 al 1963
Nel 1946 divenne membro dell'Assemblea Costituente e fu rieletto nella prima, seconda, terza e quarta legislatura. Fu anche membro dell'Assemblea parlamentare della Comunità europea del carbone e dell'acciaio.
Nell'aprile 1963 venne eletto Senatore. È stato anche Sottosegretario di Stato per la Difesa (ministero Tambroni) ed in seguito Sottosegretario di Stato per il Bilancio (ministero Fanfani).
Da ricordare è anche la sua carica di presidente delle ACLI bresciane (1949-1955).

## La morte
Enrico Roselli morì prematuramente il 14 dicembre 1964 a Roma. È sepolto presso il Cimitero del Verano di Roma.